# آن تايلور (شاعرة)
آن تايلور (بالإنجليزية: Ann Taylor)‏ (30 يناير 1782 في المملكة المتحدة - 20 ديسمبر 1866، نوتنغهام في المملكة المتحدة)؛ كاتِبة وشاعرة بريطانية.

## روابط خارجية
- آن غيلبرت على موقع الموسوعة البريطانية (الإنجليزية)
- آن غيلبرت على موقع ميوزك برينز (الإنجليزية)